# 허영 (정치인)
허영(許榮, 1970년 3월 29일~)은 대한민국의 정치인이다. 더불어민주당 소속 제21·22대 국회의원이다. 본관은 양천이고, 강원도 양구군 출생이다.

## 학력
- 1977~1983: 양구국민학교 졸업
- 1983~1986: 양구중학교 졸업
- 1986~1989: 강원고등학교 졸업
- 1990~1994: 고려대학교 문과대학 사회학 학사
- 고려대학교 정책대학원 국제관계학 석사과정 수료

## 경력
- 1991년 11월~1992년 11월: 제25대 고려대학교 총학생회 회장
- 1994년 3월~1994년 11월: 국회 신계륜 의원실 입법보좌역
- 2002년 8월~2003년 10월: 재외동포재단 정보화본부 본부장대행
- 2003년 11월~2007년 11월: 국회 김근태 의원실 비서관
- 2007년 12월~2008년 3월: 국회 이기우 의원실 보좌관
- 2008년 3월~2011년 4월: 일촌공동체 강원본부 대표
- 2008년 9월~2011년 4월: 따뜻한한반도사랑의연탄나눔운동 춘천지부 지부장
- 2010년 3월~2011년 4월: 메타컨텐츠 대표이사
- 2011년 5월~2012년 1월: 최문순 강원도지사 비서실장
- 2015년 12월~2016년 7월: 더불어민주당 부대변인
- 2016년 7월~2017년 3월: 박원순 서울특별시장 비서실장
- 2017년 3월~2017년 10월: 서울특별시청 정무수석비서관
- 2018년 1월~2019년 12월: 더불어민주당 강원도당 춘천시 지역위원회 위원장
- 2018년 8월~2022년 8월: 더불어민주당 강원도당 위원장
- 2018년 11월~2020년 8월: 더불어민주당 동북아평화협력특별위원회 위원
- 2018년 12월~2020년 8월: 더불어민주당 당현대화추진특별위원회 위원
- 2019년 1월~: 더불어민주당 참좋은지방정부위원회 상임위원
- 2019년 6월~2020년 8월: 더불어민주당 정책위원회 부의장
- 2019년 8월~2020년 2월: 대통령직속 국가균형발전위원회 자문위원
- 2020년 4월 15일: 대한민국 제21대 국회의원 선거 당선(강원 춘천시·철원군·화천군·양구군 갑, 더불어민주당, 초선)
- 2020년 5월~: 더불어민주당 강원특별자치도당 춘천시·철원군·화천군·양구군 갑 지역위원회 위원장
- 2020년 5월~2021년 5월: 더불어민주당 원내부대표
- 2020년 6월~2020년 8월: 더불어민주당 조직강화특별위원회 위원
- 2020년 8월~2021년 5월: 더불어민주당 상근대변인
- 2024년 2월~2024년 7월: 더불어민주당 강원특별자치도당 위원장 직무대행
- 2024년 4월 10일: 대한민국 제22대 국회의원 선거 당선(강원 춘천시·철원군·화천군·양구군 갑, 더불어민주당, 재선)
- 2024년 11월~2025년 8월: 더불어민주당 당대표특보단 민생특보단 특보
- 2025년 6월~: 더불어민주당 원내정책수석부대표
- 2025년 6월~2025년 8월: 국정기획위원회 기획조정분과 위원

### 의정 활동
- 2020년 5월 30일~2024년 5월 29일: 제21대 국회의원(강원 춘천시·철원군·화천군·양구군 갑, 더불어민주당, 초선)
  - 2020년 6월~2022년 5월: 제21대 국회 전반기 국토교통위원회 위원
  - 2020년 6월~2020년 9월: 제21대 국회 전반기 운영위원회 위원
  - 2021년 7월~2022년 5월: 제21대 국회 전반기 예산결산특별위원회 위원
  - 2022년 7월~2024년 5월: 제21대 국회 후반기 국토교통위원회 위원
  - 2022년 8월~2023년 11월: 제21대 국회 정치개혁 특별위원회 위원
  - 2023년 6월~2024년 5월: 제21대 국회 후반기 예산결산특별위원회 위원
- 2024년 5월 30일~: 제22대 국회의원(강원 춘천시·철원군·화천군·양구군 갑, 더불어민주당, 재선)
  - 2024년 6월~2025년 6월: 제22대 국회 전반기 국방위원회 위원
  - 2024년 6월~2024년 8월: 제22대 국회 전반기 예산결산특별위원회 위원
  - 2024년 7월~2024년 8월: 제22대 국회 대법관(노경필·박영재·이숙연) 임명동의에 관한 인사청문특별위원회 간사
  - 2024년 8월~2025년 6월: 제22대 국회 전반기 예산결산특별위원회 간사
  - 2025년 6월~: 제22대 국회 전반기 정무위원회 위원
  - 2025년 7월~: 제22대 국회 전반기 국회운영위원회 위원

## 전과
- 집회및시위에관한법률위반: 징역 10월, 집행유예 2년 - 1992년 12월 23일 선고[1]
- 도로교통법위반(음주운전): 벌금 1,000,000원 - 2005년 4월 12일 선고[1]

## 역대 선거 결과
|  | 45.94% |

|  | 51.32% |

|  | 53.44% |

## 소속 정당
| 소속 정당 | 소속 정당    | 소속 기간 | 비고      |
| --------- | ------------ | --------- | --------- |
|           | 더불어민주당 | 2015~현재 | 정계 입문 |

## 같이 보기
- 양구군의 국회의원
- 철원군의 국회의원
- 춘천시·철원군·화천군·양구군 갑
- 춘천시의 국회의원
- 화천군의 국회의원